# ミーニャ・オスマイッチ
ミーニャ・オスマイッチ（Minja Osmajić、2003年2月12日 - ）は、セルビアの女子バレーボール選手。セルビア代表。
日本での登録名はミンニャ・オスマジック。

## 来歴

### クラブチーム
ノヴィ・サド出身。2019年、OK Omladinacへ入団。2020年、Jedinstvo Stara Pazovaへ移籍。同チームで4年プレーし、2022/23シーズンのセルビア国内リーグでは初優勝に貢献。2023/24シーズンのセルビア国内リーグで連覇に貢献し、自身はベストミドルブロッカー賞を受賞した。2024年7月、日本のSVリーグ所属のヴィクトリーナ姫路に入団することが発表された。

### 代表チーム
アンダーカテゴリーの代表として2020年、U-19欧州選手権に出場し銀メダルを獲得した。2021年7月、U-21世界選手権に出場し銀メダルを獲得した。2022年、U-21欧州選手権に出場し銀メダルを獲得した。2023年、シニア代表に初選出される。2024年、ネーションズリーグで代表デビューを果たした。

## 受賞歴
- 2024年 - 2023/24セルビアリーグ ベストミドルブロッカー賞

## 所属クラブ
- OK Omladinac（2019-2020年）
- Jedinstvo Stara Pazova（2020-2024年）
- ヴィクトリーナ姫路（2024年-）